# Villa d'Adda
Villa d'Adda est une commune italienne de la province de Bergame, dans la région Lombardie.

## Administration
| Période                                  | Période | Identité            | Étiquette | Qualité |
| ---------------------------------------- | ------- | ------------------- | --------- | ------- |
| 2008                                     | 2013    | Adelvalda Carsaniga | PD        | Maire   |
| Les données manquantes sont à compléter. |         |                     |           |         |

### Hameaux
- Alzata
- Galgina
- Le Rate
- Rossera
- Valle
- Villa di Basso

### Communes limitrophes
Brivio, Calco, Calusco d'Adda, Carvico, Imbersago, Pontida, Robbiate

### Évolution démographique
Habitants recensés